# François Guex
Pour les articles homonymes, voir Guex.
François Guex, né à Lutry le 10 mars 1861 et mort à Lausanne le 4 juin 1918, est un enseignant et pédagogue vaudois.

## Biographie
François Guex obtient en 1880 son brevet pour l'enseignement primaire. Il enseigne le français au Séminaire pédagogique d'Iéna, à l'école industrielle à Lausanne, à l'école cantonale de Zurich, ainsi qu'au Gymnase classique cantonal à Lausanne. Il est nommé directeur de l'école normale et professeur extraordinaire de pédagogie à l'Université de Lausanne (1890-1914). 
Inspecteur d'allemand dans les écoles supérieures et collèges communaux de 1899 à 1916, François Guex est aussi rédacteur en chef de L'Éducateur (1899-1916), et s'occupe jusqu'en 1917 de l'Annuaire de l'instruction publique en Suisse. 
Docteur honoris causa des universités de Zurich et de Iéna François Guex décède le 4 juin 1918 à Lausanne.

## Sources
- « François Guex », sur la base de données des personnalités vaudoises sur la plateforme « Patrinum » de la Bibliothèque cantonale et universitaire de Lausanne.
- Gazette de Lausanne, 1918/06/05
- Hans-Ulrich Grunder / EMA, « François Guex » dans le Dictionnaire historique de la Suisse en ligne.
- Hist. de l'instruction et de l'éducation, 1906, (21913) Bibliographie H.-U. Grunder, Seminarreform und Reformpädagogik, 1993
- photographie de Greck, Lausanne Patrie suisse, (A. B.) 1914, no 537, p. 80